# وتدية عينية
وتدية عينية (الاسم العلمي: Corynebacterium oculi) هي نوع من البكتيريا تتبع جنس الوتدية من فصيلة الوتديات.